# المرخام (الشاهل)

تعديل مصدري - تعديل

المرخام هي إحدى قرى عزلة جانب اليمن بمديرية الشاهل التابعة لمحافظة حجة، بلغ تعداد سكانها 28 نسمة حسب تعداد اليمن لعام 2004.